# Honungslök
Honungslök (Allium siculum) är en flerårig växtart i släktet lökar och familjen amaryllisväxter. Arten beskrevs av Bernardino da Ucria.

## Beskrivning
Honungslöken är en flerårig ört med lök.

## Utbredning
Arten är vildväxande i södra Europa från Frankrike i väst till Turkiet i öst. Den odlas som trädgårdsväxt i andra delar av världen, och förekommer som sådan tillfälligt i Sverige, men reproducerar sig inte.

## Underarter
Arten delas in i följande underarter:
- A. s. dioscoridis
- A. s. siculum